# خوان لوکی
خوان لوکی (انگلیسی: Joan Luque؛ زادهٔ ۱۶ ژوئن ۱۹۹۲) بازیکن فوتبال اهل اسپانیا است.
از باشگاه‌هایی که در آن بازی کرده‌است می‌توان به باشگاه فوتبال بارسلونا اشاره کرد.